# الجامع الأخضر (قسنطينة)
الجامع الأخضر مسجد من أهم مساجد مدينة قسنطينة الجزائرية. بناه الباي حسن بن حسين الملقب «بأبو حنك»  الذي تولى حكم قسنطينة من عام 1149هـ إلى عام 1168 هـ(موافق 1736م-1754م). بُني المسجد في عام 1156 هـ" 1743" كما تدل عليه الكتابة الرخامية الموجودة فوق باب مدخل بيت الصلاة، وبجواره مدرسة أيضا.
كان يقوم بالتدريس فيه نحو ثمانية من المدرسين. وآخر من أحيا فيه سُنّة التدريس الأستاذ العلامة الإمام عبد الحميد بن باديس بن محمد المصطفى ابن المكي بن باديس.

## مواضيع ذات صلة
- المرجعية الدينية الجزائرية.
- الحزب الراتب.